# Hualqui
Hualqui es una comuna de la zona central de Chile situada a 24 kilómetros al sureste de la ciudad de Concepción, en la ribera norte del río Biobío en la provincia de Concepción, región del Biobío.
Según el Censo de 2024, su población es de aproximadamente 
 26.746 habitantes, Conservando características rurales, es considerada parte del área metropolitana del Gran Concepción.

## Etimología
Hualqui proviene de la palabra mapuche wallkün, la cual significa rodear o circuir. Esto hace referencia a los rodeos que da el riachuelo del mismo nombre.

## Historia
Luego de fundar Santiago en 1541, Pedro de Valdivia continuó la conquista hacia la zona del Biobío buscando nuevos territorios y yacimientos auríferos. Sin saberlo, la historia del oro había comenzado mucho antes de su llegada a la zona. A comienzos del siglo XV el Inca había enviado tropas a Chile las que llegaron hasta las riberas del río Biobío en el sector de Quilacoya, cerca de la actual ciudad de Hualqui, el mismo lugar donde un siglo más tarde Valdivia descubriría los famosos lavaderos de oro que comenzó a explotar de inmediato. Se cree que tras su llegada los incas fueron expulsados de la zona por los mapuches. Una antigua leyenda que aún deambula entre los lugareños, basada en las crónicas del Padre Diego de Rosales, cuenta que los incas instalaron un centro ceremonial en uno de los cerros más elevados con el fin de ofrecer sacrificios a su rey.
Hualqui fue oficialmente fundada a principios de 1756 por el catalán Manuel de Amat y Juniet, bajo el nombre de Villa San Juan Bautista de Hualqui, aprobada como tal por la Real Cédula del 24 de octubre de 1757. La villa se había formado al amparo del fortín de Hualqui, establecido en 1577.
La entonces Villa de San Juan Bautista de Hualqui fue capital de la Provincia o Corregimiento de Puchacay, el cual se convirtió en 1786 en Partido de Puchacay, dependiente de la Intendencia de Concepción hasta 1799, cuando el partido fue cambiado a Villa San Antonio de la Florida.
Después de lograda la independencia de Chile, la región más afectada del país se encontraba en la Provincia de Concepción, diezmada por la Guerra a Muerte encabezada por Vicente Benavides. Muchos episodios sangrientos tuvieron como escenario el poblado de Hualqui.
El hambre, las enfermedades, y la postración económica derivada del abandono gubernamental, dieron lugar a la gestación de un movimiento de rebelión con el fin de reemplazar a las autoridades establecidas y dejar a Hualqui bajo la administración exclusiva de las autoridades locales, previamente elegidas, en lo que sería la efímera República Independiente de Hualqui en 1823. Dos días después de dicha proclamación de independencia el gobierno chileno envió un batallón del Ejército de Concepción que frustró el movimiento revolucionario.
Luego, pasó a depender del Departamento de Concepción. En 1891, con el Decreto de Creación de Municipalidades, se crea la Municipalidad de Hualqui, cuyo territorio eran las subdelegaciones 5a de Chiguayante, 6a de Nonquén y 7a de Hualqui, del Departamento de Concepción, con los límites que le asigna el decreto de 15 de junio de 1888. Su sede es Gualqui.
En 1925, se crea la Municipalidad de Chiguayante, segregándose las subdelegaciones respectivas.
El 30 de diciembre de 1927, se dicta el DFL 8582, que crea la nueva Provincia y Departamento de Concepción, y el DFL 8583, define las nuevas comunas y subdelegaciones que los componen. De acuerdo a esto la Comuna-Subdelegación de Hualqui, está compuesta por la antigua subdelegación 7a de Hualqui.

Gualqui.—Villa del departamento de Puchacai, con unos mil habitantes. Está situada por los 36° 57' Lat. sobre la ribera derecha del caudaloso Biobío en una vuelta que éste hace, rodeandola por el O. i dejando a entremédias una fértil vega. A su espalda por el E. i el N., la flanquean sierras boscosas, i de ellas proceden el riachuelo de su nombre i el mas pequeño, llamado Araucana, que baña la poblacion por el N.O., i va a perderse en el mismo rio. El caserío se extiende en calles anchas i rectas, de indiferente huello, i contiene iglesia parroquial, escuelas gratuitas, molinos harineros, etc. Primitivamente fue centro de tribus indíjenas ya extinguidas, i después ordenado en un pueblo a principios de 1756 por el Presidente Amat, quien le dió el título de villa de San Juan Bautista de Gualqui, lo que se aprobó por real orden de 24 de octubre de 1757. Sirvió de cabecera al antiguo partido de Puchacai hasta 1799, en que se encontró despoblada i vendidas, por disposicion del Intendente de Concepcion, sus casas concejiles. En ese año se propuso trasladarla a un punto central del partido, junto a la confluencia de los riachuelos de Lajuelas i Palermo, con la mira de que allí también se concentrase el corto vecindario de Florida; pero esto no se llevó a cabo, i pocos años después volvió lentamente a revivir. Dista 50 quilómetros hacia el S.O. de Florida i 25 al E. de Concepcion.
Diccionario jeográfico de la República de Chile, Francisco Solano Asta-Buruaga y Cienfuegos, 1867 D. Appelton & Cia , 1900 Harvard College Library,Cift of Archibald Carv Coolidge and Clarence Leonard Hay April 7, 1909 Pg. 146 Hualqui

## Demografía

### Localidades
Dentro de esta comuna se ubican varias localidades, Periquillo es la que está ubicada a la entrada de Hualqui desde Concepción, y también una mayoría de sectores ubicados a las orillas del Río Biobío, saliendo rumbo a San Rosendo (Sur-Este).
- Quilacoya
- San Miguel
- Talcamávida, localidad de esta comuna ubicada a 21 kilómetros hacia el Sur. (1.032 hab.)
- Unihue
- Valle Chanco
- Los Acacios
- Gomero
- Vegas de Diuca

Otras localidades ubicadas al interior de la comuna de Hualqui (zonas rurales) son
- San Onofre
- Chillancito
- Vaquería
- Quinquihueno

## Medio ambiente

### Geografía

Trazado simplificado de los ecosistemas y cuerpos de agua presentes en la comuna de Hualqui.

La comuna de Hualqui se encuentra emplazada en las unidades geomorfológicas de Llano central con morrenas y conos, Llanos de sedimentación fluvial o aluvional y Cordillera de la costa; y presenta según la clasificación climática de Köppen clima mediterráneo de lluvia invernal (Csb). Esta además se halla entre las cuencas hidrográficas de Costeras e Islas entre río Itata y río Biobío y río Biobío. Además, la comuna posee diversos cuerpos de agua, entre los que se destacan el río Biobío y río Gomero.

### Ecología
Dentro del territorio de la comuna se pueden hallar los siguientes ecosistemas:
- Bosque caducifolio mediterráneo costero donde predominan Nothofagus obliqua y Gomortega keule (En peligro crítico)
- Bosque caducifolio mediterráneo interior donde predominan Nothofagus obliqua y Cryptocarya alba (En peligro crítico)
- Bosque esclerófilo mediterráneo costero donde predominan Lithrea caustica y Azara integrifolia (En peligro crítico)

### Medidas de protección ambiental y conflictos socioambientales
Hasta 2022, la comuna de Hualqui cuenta con las siguientes zonas que poseen algún nivel de protección ambiental:
- Fundo Nonguén (Sitios Ley 19.300)[15]
- Humedal Laguna Rayencura (Humedal urbano)[16]
- Parque Nacional Nonguén (Parque Nacional)[17]

## Administración

### Municipalidad

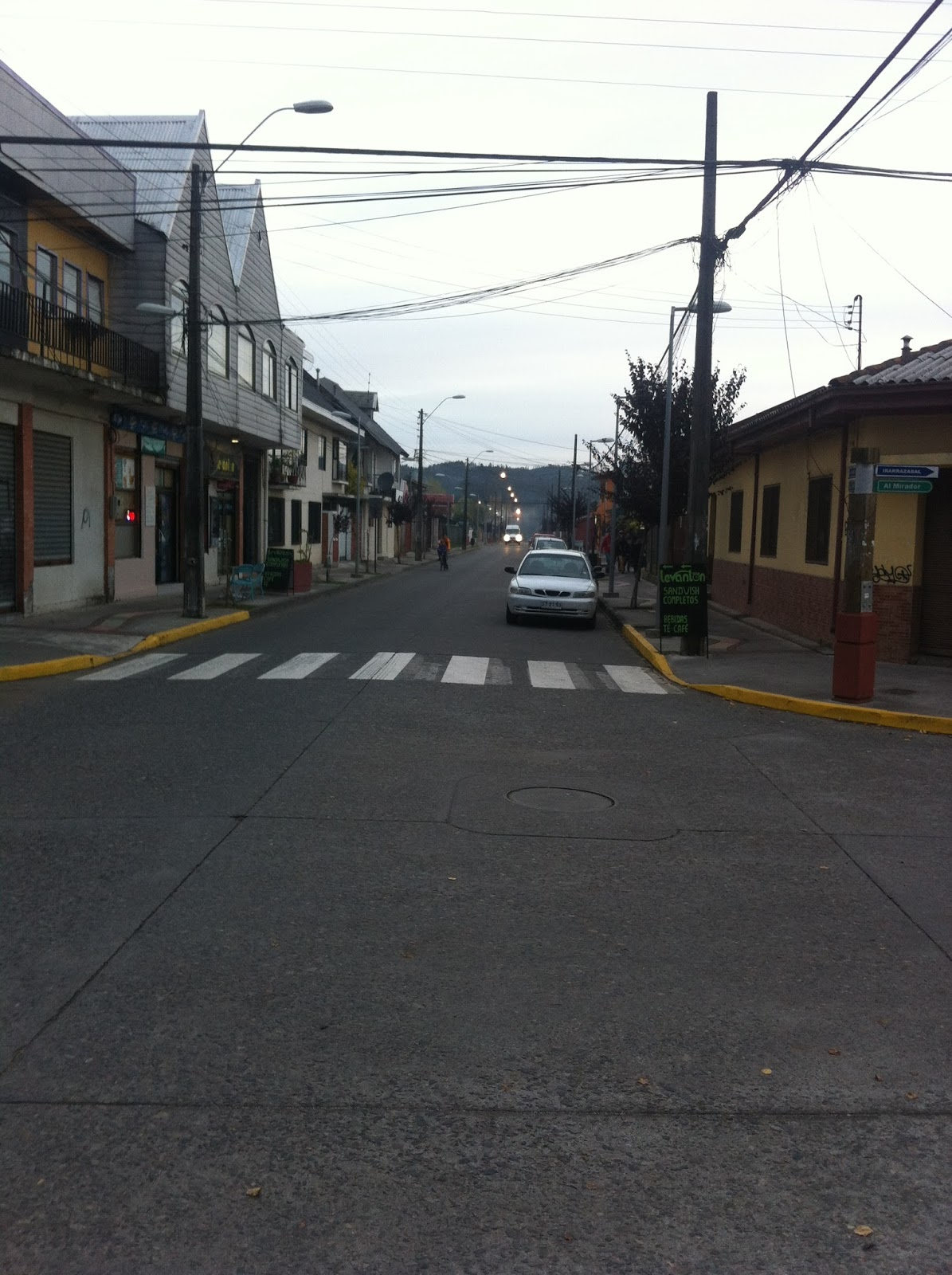
Esquina de la calle La Concepción con Irarrázabal

La Ilustre Municipalidad de Hualqui es dirigida para el período 2024 -2028  por el alcalde Ricardo Fuentes Palma (Independiente), quien trabaja junto a un concejo municipal normativo y fiscalizador de la administración. Los concejales son:
- Lorena Veloso Sáez (PCCh)
- Randy Valdivia Alegría (PCCh)
- Nelson González Contreras (Ind-PSC)
- Javier López Rebolledo (Ind-DEM)
- Nelson Sepúlveda Ruiz (PS)
- Miguel Sabando Estrada (REP)

### Representación parlamentaria
La comuna de Hualqui pertenece al Distrito Electoral n.º 20 y a la 10.ª Circunscripción Senatorial (Región del BioBío). Es representada en la Cámara de Diputados del Congreso Nacional por los diputados Francesca Muñoz (PSC), Sergio Bobadilla (UDI), Marlene Pérez (Ind-UDI), Leonidas Romero (PNL), Eric Aedo (PDC), Félix González (Independiente),María Candelaria (PCCh) y Roberto Arroyo (PSC) en el periodo 2022-2026. A su vez, en el Senado la representan Gastón Saavedra (PS), Sebastián Keitel (Ind-Evopóli) y Enrique van Rysselberghe Herrera (UDI) en el periodo 2022-2030.

## Economía

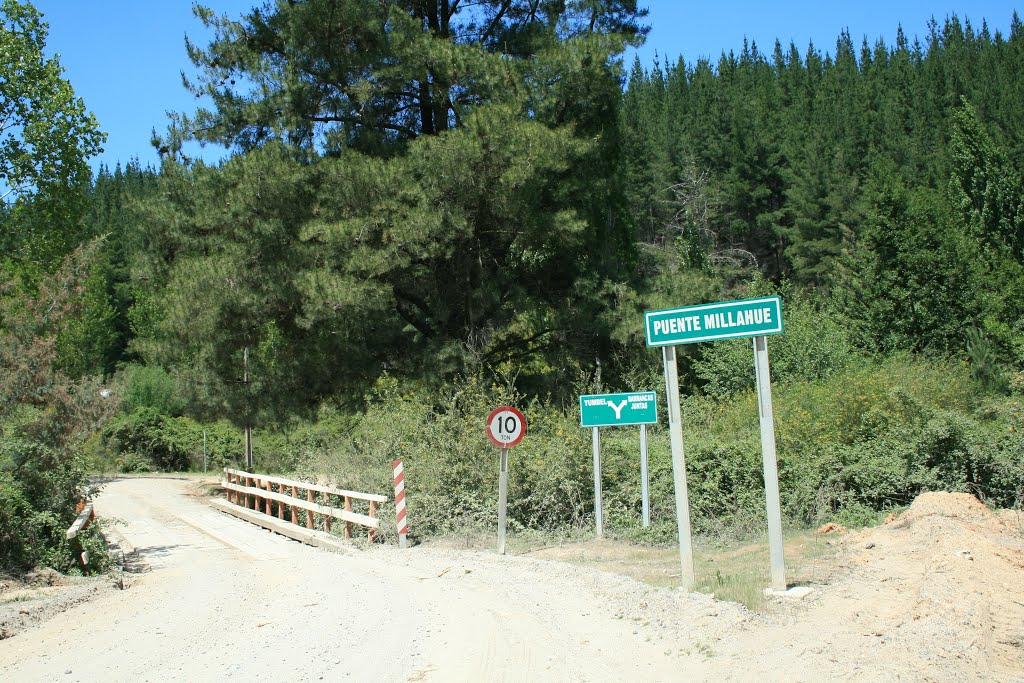
Puente Millahue, un punto rural ubicado en el camino que conecta a Hualqui con Yumbel. Cerca de la zona de Quinquihueno.

En 2018, la cantidad de empresas registradas en Hualqui fue de 306. El Índice de Complejidad Económica (ECI) en el mismo año fue de -0,71, mientras que las actividades económicas con mayor índice de Ventaja Comparativa Revelada (RCA) fueron Cultivo de Plantas Vivas y Floricultura (21,55), Clínicas Psiquiátricas, Centros de Rehabilitación, Asilos y Clínicas de Reposo (19,57) y Arriendo de Inmuebles Amoblados o con Equipos y Maquinarias (11,73).

### Turismo
En esta comuna se encuentran recintos privados con piscinas, características del lugar debido al microclima, y se ubica el mirador (o el Fuerte de Hualqui), con vista hacia el Río Biobío.
La Plaza de Hualqui
Esta enorme plaza es un acogedor lugar de descanso con enormes y añosos árboles que dan una agradable sombra.
La Ruta del Oro
Hualqui se encuentra en la parte final del derrotero de este itinerario. La Ruta del Oro es llamada así porque fue transitado durante la época de la conquista por el conquistador español Pedro de Valdivia, en el traslado de oro extraído de la zona. El oro de este lugar no fue muy abundante, pero de gran calidad.  Quienes recorrían esta antigua ruta se encontraban con otras localidades como Talcamávida y Quilacoya, pueblos que gozaron de una enorme fama por sus lavaderos de oro en la colonia.

## Cultura

### Fiestas tradicionales
En Hualqui se realiza una romería a la Virgen de la Piedra, así como competencias de canotaje en el Río Biobío.
Durante el verano se realizan anualmente la Feria Costumbrista y la Fiesta del Choclo, donde puede disfrutarse de música, danza y gastronomía tradicional de la zona.

## Deportes

### Fútbol Masculino
La comuna cuenta con el Club República Independiente de Hualqui, Club de fútbol fundado el 21 de febrero de 2017 que participa desde 2017 en la Tercera División B de Chile. Actualmente cuenta con un título del campeonato regional de fútbol obtenido en la versión 2018 y un subcampeonato del mismo torneo versión 2017.[cita requerida]
El nombre del club es un homenaje a la efímera República Independiente de Hualqui.

### Fútbol Femenino
El Club República Independiente de Hualqui Femenino resultó campeón del cuadrangular del biobio 2022, torneo disputado conjuntamente con el octagonal del biobio.

## Transporte

### Biotrén
El acceso a Hualqui desde la ciudad de Concepción y otras comunas del Gran Concepción se ha facilitado desde las mejoras en la vialidad urbana de Chiguayante y a los servicios ferroviarios del sistema de Biotrén. La Línea 1 de este último permite trasladarse sin cambios de conexión desde estación Hualqui hasta la ciudad de Talcahuano.

### Buses licitados del Gran Concepción
Hay tres líneas de buses que circulan por Hualqui, recorriendo un área significativa del Gran Concepción, como las comunas de Talcahuano, Hualpén, Concepción y Chiguayante. Estas líneas son:
- (18) Buses Palomares,
- (80) Las Galaxias
- (81) Vía del Sol.

## Medios de comunicación

#### Radioemisoras
- Radio La Ruta del Oro 90.5 FM
- Radio Piedras Blancas 99.5 FM Quilacoya - Hualqui

#### Televisión
- RDO Televisión (emitido por Mundo)

#### Medio Digital
- Hualqui Comunica (redes sociales)
- Info Hualqui (redes sociales)

## Personas destacadas
- Miguel Ángel Neira, futbolista.